# Razzia

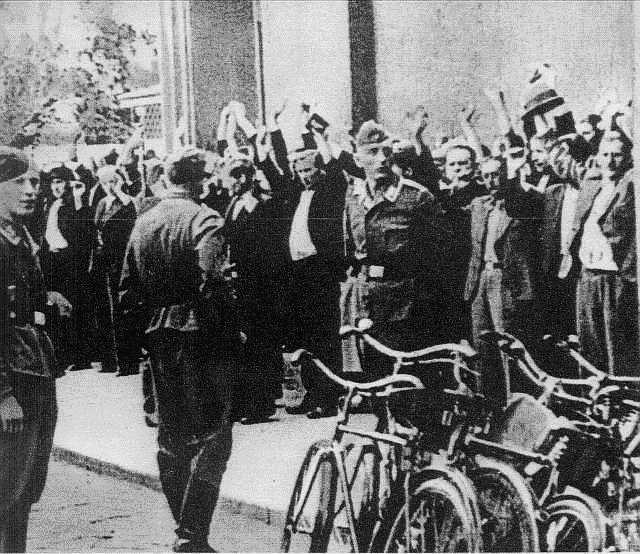
Razzia in Bydgoszcz (Bromberg), op 8 september 1939

Een razzia is een door de overheid (politie, leger) georganiseerde, groots opgezette, opsporing en jacht op een groep mensen. Het woord komt via het Frans uit het Arabisch: (ḡāziya, غزوة) en betekent strooptocht van de ene stam tegen de andere. Ḡāziya is een variant van ḡazwa, dat veldtocht betekent. In het Nederlandse taalgebied is het woord vooral als gevolg van de bezetting door nazi-Duitsland algemeen verbreid geworden. Men kan onderscheiden: een razzia waarbij men uit de mensen die op een bepaalde plaats of in een bepaald gebied aanwezig zijn selecteert wie men arresteert, en een razzia in de zin van massale gerichte arrestaties (specifieke personen op specifieke adressen), binnen een beperkt gebied.
Het woord razzia heeft over het algemeen een negatieve connotatie.

## Nederland

### Razzia in de Jodenbuurt (1941)

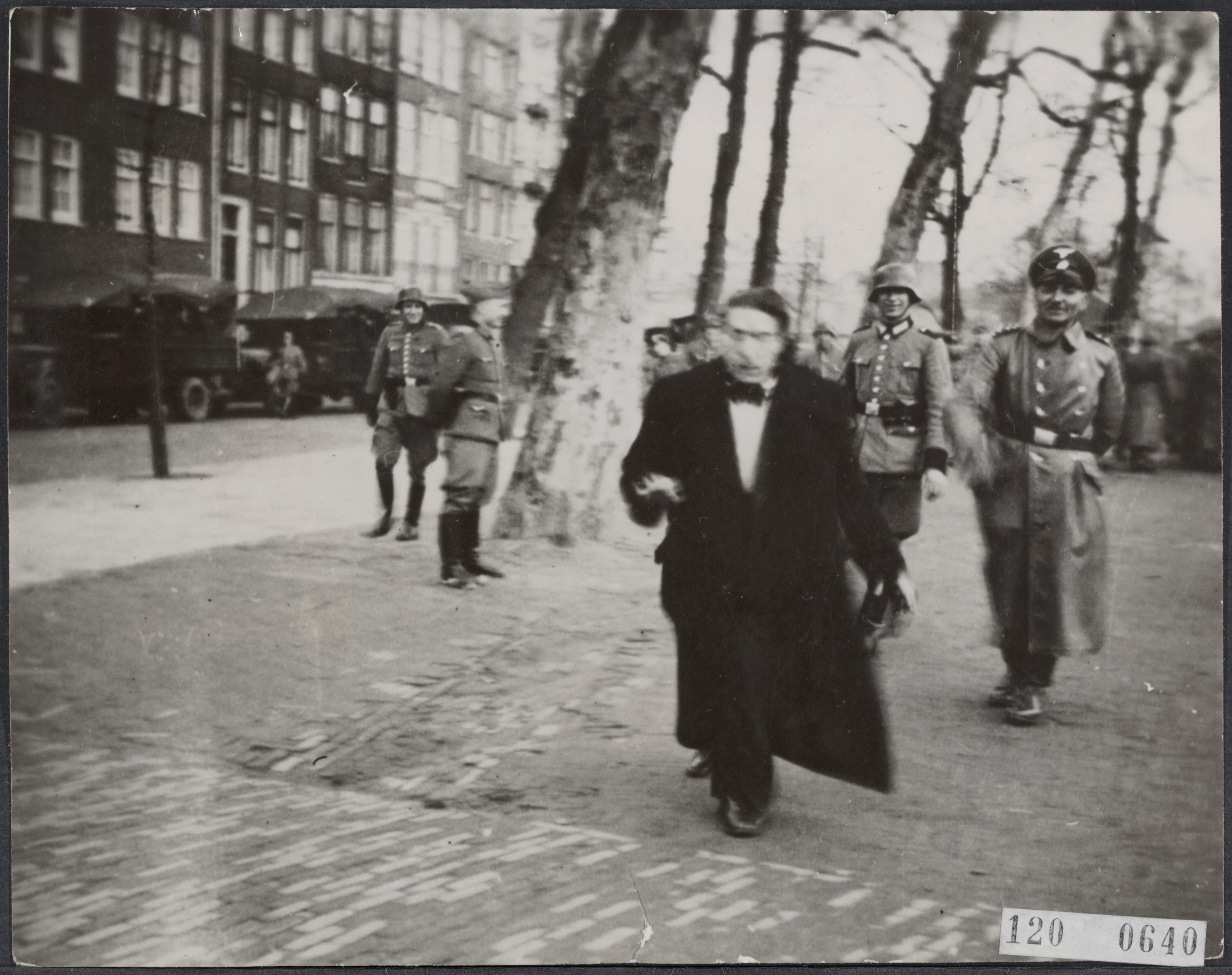
Man opgejaagd voor razzia

De aanleiding van de Februaristaking waren twee razzia's onder de Joodse bevolking op het Jonas Daniël Meijerplein te Amsterdam, op 22 februari en 23 februari 1941. Gedurende de gehele bezetting zouden steeds gecoördineerde drijfjachten plaatsvinden om mensen op te brengen. Vaak waren evenementen als voetbalwedstrijden ideaal voor de autoriteiten om een massale controle van persoonsbewijzen te houden, om op die manier onderduikers, ook niet-Joodse, uit de massa te 'zeven'.

### Razzia Hollandia Kattenburg
Op 11 november 1942 werden tijdens een razzia bij confectiefabriek Hollandia-Kattenburg in Amsterdam-Noord 367 Joodse medewerkers opgepakt en tezamen met hun familieleden, in totaal 826 mannen, vrouwen en kinderen, weggevoerd naar Duitse concentratiekampen. Van dit transport zijn maar acht mannen teruggekeerd. Al snel kwam er in 1946 een Monument Hollandia Kattenburg, vernieuwd in 1985 en 1995.

### Zigeunerrazzia (1944)
Hoewel volgens de nationaalsocialistische rassenleer de zigeuners ook tot de Arische stam gerekend moesten worden, was het nazibeleid er toch op gericht om hen uit het maatschappelijk verkeer te halen, op grond van de gedachte dat zij asociaal waren. Ook overheerste de mening dat het 'zuivere bloed' van deze nomaden al sinds eeuwen 'verontreinigd' was door hun contacten met andere volkeren, zoals Slaven en Joden. Op 16 mei 1944 vond een landelijke razzia plaats die expliciet tegen de Roma gericht was. 245 van hen werden drie dagen later al op transport gesteld van Westerbork naar Auschwitz-Birkenau. Onder hen bevonden zich 147 kinderen. Honderdnegentig van de Roma die bij de razzia waren opgepakt hebben uiteindelijk de oorlog niet overleefd.

### Razzia van Putten (2 oktober 1944)
Op 2 oktober 1944 werd het dorp Putten omsingeld door Duitse troepen en werd het merendeel van de mannelijke bevolking, 659 mannen en jongens, weggevoerd. Eindstation voor hen was het concentratiekamp Neuengamme of een van de Außenlager.

### Razzia van Utrecht (7 oktober 1944)
Op zaterdag 7 oktober 1944 worden in Utrecht ongeveer 5500 mannen tussen de 17 en 50 jaar na een oproep en een grote razzia afgevoerd om werkzaamheden te verrichten voor de Duitsers. Het is de grootste razzia in Utrecht in het kader van de Arbeitseinsatz.

### Zuid-Holland (1944)
Op 16 mei 1944 vonden in de dorpen Sliedrecht, Hardinxveld, Giessendam, Werkendam (N-Br.) en Sleeuwijk (N-Br.) grote razzia's plaats, waarbij in totaal circa 900 jonge mannen tussen de 18 en 26 jaar werden opgepakt. De razzia was een vergelding voor het doodschieten van enkele landwachters bij een hinderlaag in de Biesbosch. De Merwedegijzelaars, zoals de groep mannen wordt aangeduid, worden rechtstreeks naar Kamp Amersfoort getransporteerd. Binnen een aantal weken is een aantal van hen weer vrij (veelal mannen die bij scheepswerven werkten). Het grootste deel van de groep wordt op 7 juli 1944 verder op transport gesteld naar diverse strafkampen in Duitsland. Meer dan twintig mannen overleven deze kampen niet.

### Razzia van Rotterdam (1944)
Op 10 en 11 november 1944 werd in Rotterdam een grote razzia uitgevoerd waarbij circa 50.000 mannen tussen 17 en 40 werden weggevoerd. Van de opgepakte Rotterdamse en Schiedamse mannen vertrokken er circa 20.000 te voet richting Utrecht, 20.000 werden per Rijnaken vervoerd en 10.000 per trein. Van hen werden circa 10.000 man tewerkgesteld in het oosten van Nederland, de rest ging naar Arbeitslager (werkkampen) in Duitsland. Ook uit Den Haag werden na een razzia onvrijwillige arbeidskrachten naar het Derde Rijk gestuurd. Onder hen bevonden zich zelfs leden van brandweer en politie. Een berucht kamp, waar naar schatting 3.000 jongens en mannen uit Den Haag, Rotterdam, Delft, Apeldoorn en Haarlem uiteindelijk terechtkwamen, was Arbeitslager Groin, in Rees, vlak over de Nederlandse grens.

### Razzia van Den Haag (1944)
Op 21 november 1944 vond een razzia plaats in Den Haag, Rijswijk en Voorburg onder de codenaam Operatie Sneeuwvlok.

### Kerkrazzia's (1944)
Op hetzelfde moment waren al ongeveer 3.000 jongens en mannen uit Noord-Limburg in Duitsland tewerkgesteld, die bij de zogeheten 'kerkrazzia's' van september en oktober 1944 waren meegevoerd. Duitse gewapende eenheden wachtten op zondagen bij het uitgaan van de H.Mis de kerkgangers op en hielden per keer tientallen aan die in hun ogen geschikt waren voor werk in Duitsland. Veel Limburgers zijn de laatste oorlogsmaanden tewerkgesteld geweest bij de Hermann Göring-Werke in Salzgitter. Het was de opzet van de bezetter alsnog zo veel mogelijk arbeidskrachten te ronselen voor de oorlogsindustrie, alsook om preventief sabotage- en verzetsacties van de bevolking de kop in te drukken die zeker zouden oplaaien nu de geallieerde troepen in opmars waren. Naar verluidt hebben 129 van de Limburgse dwangarbeiders de tewerkstelling niet overleefd.

#### Fietsen en paarden
Ook fietsen werden massaal door de Duitse bezetter in beslag genomen, enerzijds om de eigen Wehrmacht meer vervoermiddelen te verschaffen, anderzijds om de Nederlandse bevolking minder mobiel te maken. De actie werd al gauw bekend als een 'fietsrazzia'. Hetzelfde gold voor paarden die in het Duitse leger ondanks alle motorisering nog steeds hard nodig waren. Men sprak dan van een 'paardenrazzia'.